# Rio Rufino
Rio Rufino is een gemeente in de Braziliaanse deelstaat Santa Catarina. De gemeente telt 2.518 inwoners (schatting 2009).

## Aangrenzende gemeenten
De gemeente grenst aan Bocaina do Sul, Bom Retiro, Painel, Urubici en Urupema.

## Verkeer en vervoer
De plaats ligt aan de wegen BR-475, SC-112 en SC-370.